# Raïssa Gbédji
Pour les articles homonymes, voir Gbédji.
Raïssa Gbédji, née le 30 janvier 1973 à Cotonou et morte le 21 juin 2025 à Oullins, est une journaliste, un temps correspondante de Radio France internationale (RFI) au Bénin, activiste féministe et chanteuse béninoise.

## Biographie

### Enfance et formation
Raïssa Gbédji étudie le secrétariat puis la communication.

### Carrière
Raïssa Gbédji après ses études devient animatrice du journal sur Golfe FM. Elle occupe le poste de rédactrice en chef à la radio Océan FM en 2005. Repérée ensuite par RFI, elle en devient la correspondante au Bénin.  
Ayant relayé une information selon laquelle des députés du parlement béninois menacent de formuler une demande de mise en accusation du président Boni Yayi dans le cadre d'une affaire de sociétés illégales, elle est auditionnée en 2010 par la Haute Autorité de l’audiovisuel et de la communication (HAAC). 
Raïssa Gbédji est également activiste des droits des femmes et chanteuse ; elle fusionne le jazz et la musique traditionnelle béninoise. En 2018, elle sort un maxi intitulé N’djah et livre dans ce cadre un concert au Bénin royal hôtel de Cotonou le 11 mai. Ce maxi porte essentiellement sur le partage et la promotion des valeurs culturelles béninoises.  

### Mort
Raïssa Gbédji meurt le 21 juin 2025 à Oullins à l'âge de 52 ans,.